# Фудбалски савез Шкотске
Фудбалски савез Шкотске (енгл. Scottish Football Association) (SFA) је главна фудбалска организација Шкотске. Организује Премије лигу Шкотске и Куп Шкотске, а под њеним окриљем се такмиче мушка и женска фудбалска репрезентација. Седиште фудбалског савеза Шкотске је у Глазгову.
Фудбал се у Шкотској почео играти у другој половини XIX. века, када су основани и први клубови. Најстарији клубови су Квинс Парк, основан 1867, Килмарнок 1872, Дамбартон 1872. и Глазгов Ренџерс. Фудбалски савез је основан 1873.
Чланом ФИФЕ постао је 1910, а члан УЕФЕ је од њеног оснивања 1954.
Прво национално првенство одиграно је 1891, а први шампион је био Дамбартон. Најуспешнији клубови су Ренџерс из Глазгова са 54 титуле и Селтик такође из Глазгова са 50 титулa.
Куп Шкотске се игра од 1874. Најтрофејнији клуб је Селтик са 34 трофеја.
Прва међународну утакмицу репрезентација Шкотске је одиграла у Глазгову 30. новембра 1870. против репрезентације Енглеске. Утакмица је завршила 0-0.
Боја дресова репрезентације је плава.